# Wonosari (Gading Rejo)
Wonosari is een bestuurslaag in het regentschap Pringsewu van de provincie Lampung, Indonesië. Wonosari telt 2541 inwoners (volkstelling 2010).